# Peperomia brevipeduncula
Peperomia brevipeduncula är en pepparväxtart som beskrevs av William Trelease. Peperomia brevipeduncula ingår i släktet peperomior, och familjen pepparväxter. Inga underarter finns listade i Catalogue of Life.